# Esnap
L'esnap (en anglès snap,i menys habitualment hike) és l'acció que dona inici a la majoria de jugades de futbol americà. Consisteix en el moviment en que un jugador de la línia ofensiva (habitualment el central) fa arribar la pilota a un altre jugador situat fora d'aquesta línia (habitualment el rerequart).
L'esnap s'inicia amb la pilota a terra en la línia de scrimmage. Llavors el jugador encarregat de fer l'esnap (en anglès snapper), que és habitualment el central, ha de posar la pilota en moviment amb una o les dues mans, dirigint-la cap a un dels seus companys, habitualment el rerequart.
Hi han dues formes més habituals de fer l'esnap:
- mà a mà,[7] que és quan el rerequart està situat just darrera del central, amb les mans entre les cames del seu company per rebre la pilota;[4]
- o amb una passada, quan el rerequart està situat a una mica de distància del central, jugada que l'hi donarà un mica més de temps i de visió perifèrica.[4]

Aquestes dues són les formes més habituals, però el reglament no diu que siguin úniques (per exemple, seria possible fer rodolar la pilota cap al company).
Un dels jugadors de l'equip d'atac, normalment el rerequart, diu just abans de l'esnap algunes paraules i/o números ja acordats per marcar el moment precís en que es faci el moviment, donat així a l'equip atacant una petita avantatge.

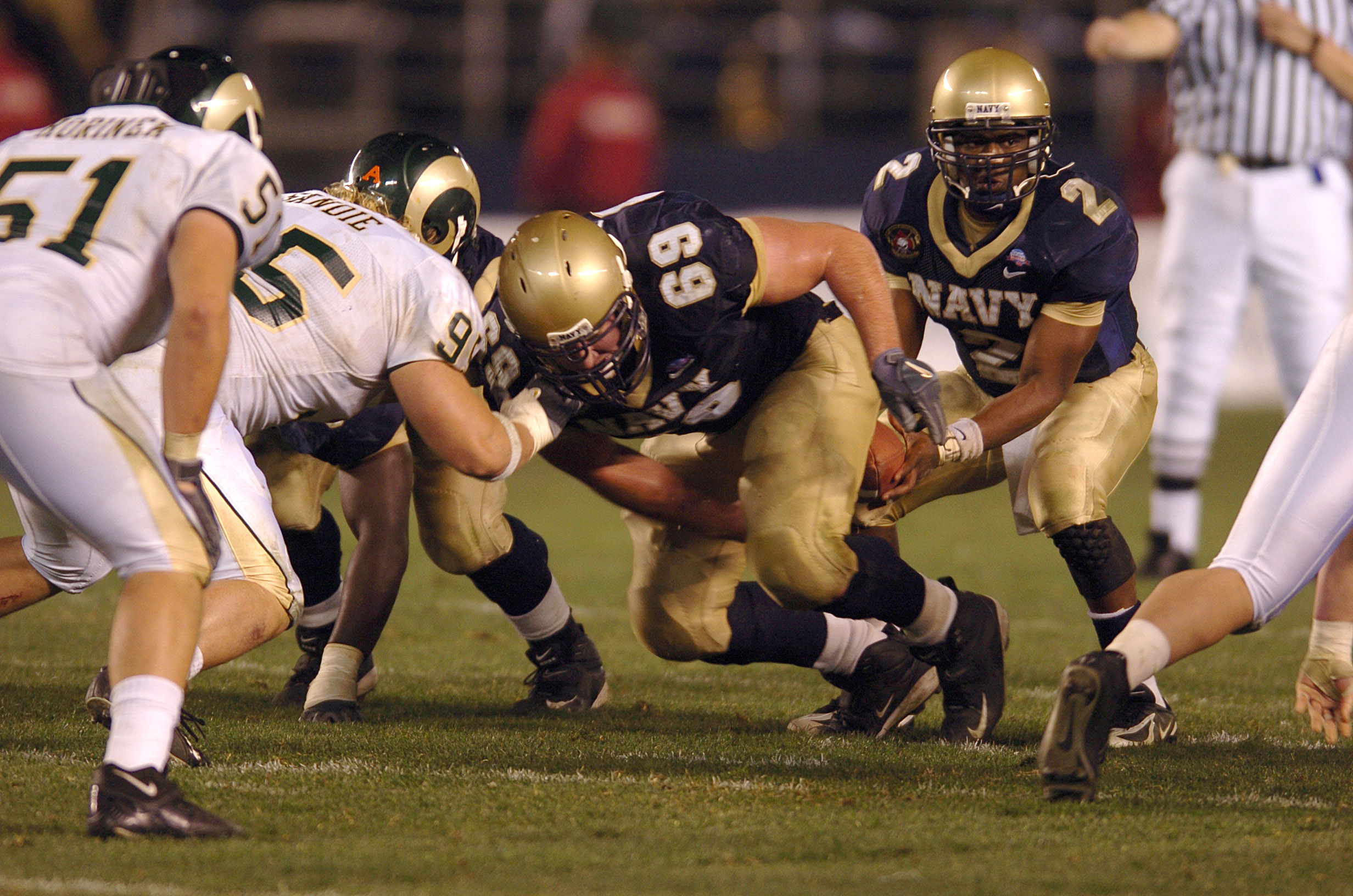
Acció d'esnap mà a mà entre el central (69) i el rerequart (2).

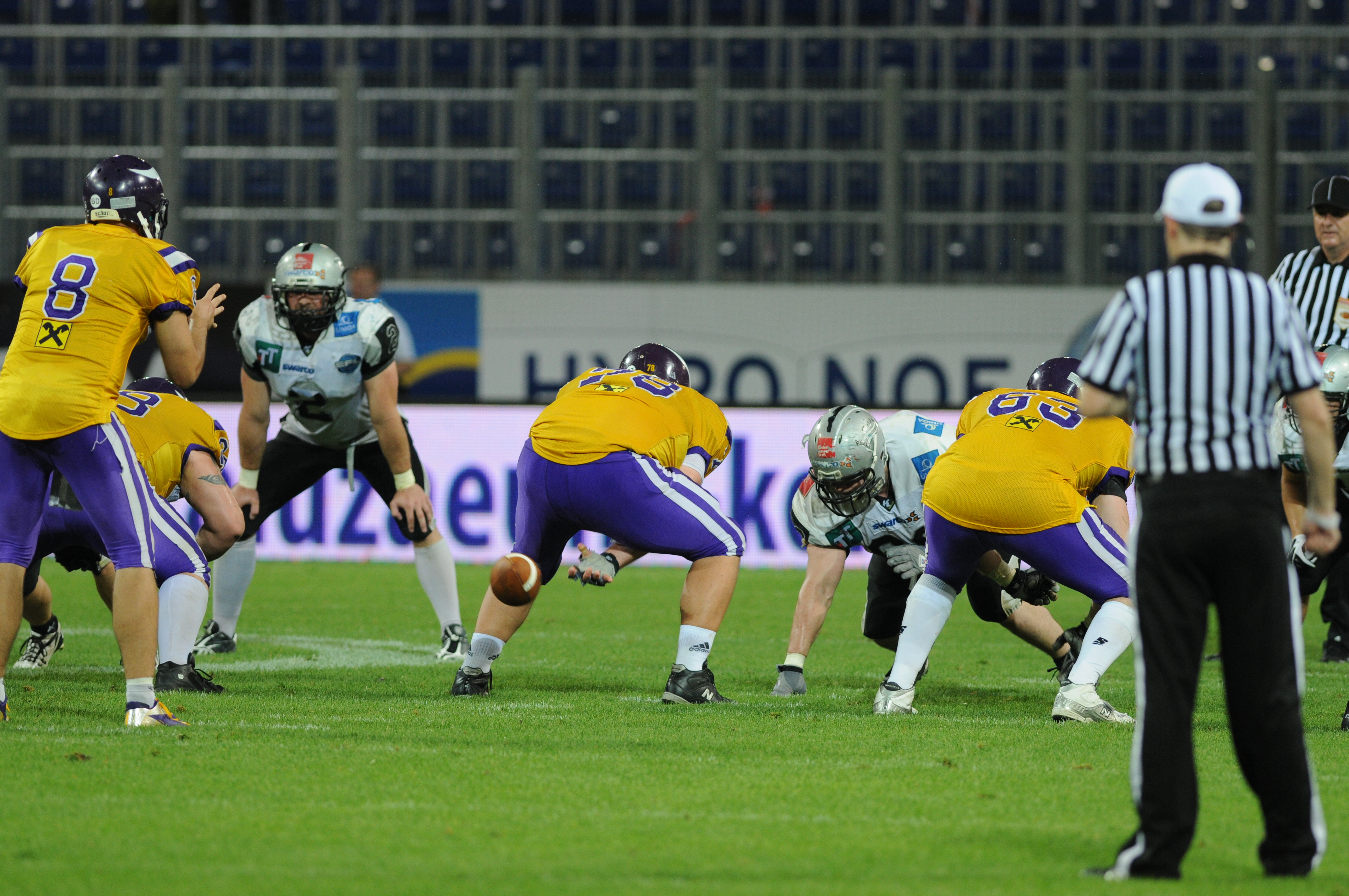
Acció d'esnap amb passada entre el central i el rerequart (8).